# Букуља (река)
Букуља настаје на ободима истоимене планине од Велике и Мале Букуље на месту где се сада налази Гарашко језеро, које је створено преграђивањем реке за потребе водоснадбевања општине Аранђеловац. Отиче од језера дуж села Гараши и улива се у реку Качер.